# Nodi
Nodi est l'un des six arrondissements de la commune de Matéri dans le département de l'Atacora au Bénin.

## Géographie
L'arrondissement de Nodi est situé au nord-ouest du Bénin et compte 8 villages que sont Borifieri, Holli, Kotari, Kouarihoun, Mahontiga, Nodi, Tampori-pogue et Yedekanhoun.

## Démographie
Selon le recensement de la population de 2013 conduit par l'Institut national de la statistique et de l'analyse économique (INSAE), Nodi compte 11557 habitants  .